# Épretot
Épretot település Franciaországban, Seine-Maritime megyében. Lakosainak száma 783 fő (2022. január 1.). Épretot Étainhus, Gommerville, Sainneville, Saint-Aubin-Routot, Saint-Laurent-de-Brèvedent és Saint-Romain-de-Colbosc községekkel határos.

## Népesség
A település népességének változása:
| Lakosok száma | 710  | 717  | 740  | 735  | 754  | 776  | 784  | 783  | 783  |
|               | 2013 | 2015 | 2016 | 2017 | 2018 | 2019 | 2020 | 2021 | 2022 |